# Rabarberkvarter
Et rabarberkvarter er en pejorativ betegnelse for et område, der er kendetegnet af dårlig bygningsmæssig kvalitet og af, at indbyggerne har store sociale problemer. Rabarberkvarteret har således fællestræk med ghettoer og egentlige slumkvarterer.
Betegnelsen stammer fra Rabarberkvarteret på Nørrebro, hvor der oprindeligt blev dyrket rabarber.
| Sprog | Spire Denne artikel om sprog er en spire som bør udbygges. Du er velkommen til at hjælpe Wikipedia ved at udvide den. |